# Kanda Pál
Kanda Pál (Budapest, 1964. január 15. –) magyar színész.

## Életpályája
A Szinyei Merse Pál Gimnáziumban érettségizett. Színészi diplomáját 1990-ben kapta meg. A Színház- és Filmművészeti Főiskolán Szinetár Miklós osztályában végzett.
1985–1986-ban a Madách Színházban, 1988-tól a Rock Színházban szerepelt. Diplomás színészként az Arany János Színházban kezdte pályáját. 1994-től a Tivoli Színházban játszott, majd szabadfoglalkozású színművészként dolgozott. 1996-tól két évadot Zalaegerszegen töltött. 1998-tól a Független Színpad művésze volt. 2001-től játszott a Miskolci Nemzeti Színházban, a Veszprémi Petőfi Színházban, a Bolygó Kultusz Motel Társulatában, a Győri Nemzeti Színházban, a Szegedi Nemzeti Színházban, a szolnoki Szigligeti Színházban. 2009-től ismét Zalaegerszegen, a Hevesi Sándor Színházban lépett fel. 2016–2020 között az Újszínház művésze volt.

## Fontosabb színházi szerepei
- William Shakespeare: Vízkereszt, vagy amit akartok... Pap
- William Shakespeare: III. Richard... Apát
- William Shakespeare: A velencei kalmár... Lanzelo Gobbo
- William Shakespeare: Romeo és Júlia... Patikárius
- Molière: Tartuffe avagy a képmutató... Damis, Orgon fia
- Carlo Goldoni: Két úr szolgája... Lombardi doktor
- Carlo Goldoni: A komédiaszínház... Anselmo, szerepe szerint Brighella
- Mihail Afanaszjevics Bulgakov: A Mester és Margarita... Lévi Máté
- Nyikolaj Vasziljevics Gogol: A revizor... Oszip, Hlesztakov szolgája; Ammosz Fjodorovics Ljapkin-Tyapkin, járási bíró
- Bertolt Brecht: Kurázsi mama és gyermekei... Verbuváló; Egy másik őrmester; Fiatal paraszt; Katona
- Bertolt Brecht: A kivétel erősíti a szabályt... Kuli
- Heinrich von Kleist - Tasnádi István: Közellenség... Herse
- Gotthold Ephraim Lessing: Minna von Barnhelm... Fogadós
- Maurice Maeterlinck: A kék madár... Idő
- Sławomir Mrożek: Vatzlav... Vatzlav
- Jaroslav Hašek: Svejk... Pokorny; Bíró; - Kereskedő; I. szimuláns; I. szökevény; Vaněk őrmester; Orosz katona
- Ray Cooney: A miniszter félrelép... A szállodaigazgató
- Ariano Suassuna: A kutya testamentuma... Pék
- Jókai Mór: A kőszívű ember fiai... Tormándy Pál
- Szigligeti Ede: Liliomfi... Kányai, fogadós
- Nagy Ignác: Tisztújítás... Dr. Heves, ügyvéd
- Molnár Ferenc: Egy, kettő, három... Dr. Faber
- Móricz Zsigmond: Sári bíró... Csobaji
- Herczeg Ferenc: Bizánc... Krátesz, filozófus
- Herczeg Ferenc: Az élet kapuja... Márton pap
- Szép Ernő: Vőlegény... Pimpi, karmester, Nusi férje
- Örkény István: Kulcskeresők... A Bolyongó
- Kerényi Imre - Balogh Elemér: Csíksomlyói passió... Kajafás; Gábriel; Nabukodonozor; III. pásztor
- Spiró György: Nyulak Margitja... Ipoly ispán
- Bereményi Géza - Kovács Krisztina: Apacsok... Fürge Hód; Mr. Caldron
- Gádor Béla: Othello Gyulaházán... Debrődy, főrendező
- Karinthy Márton: Korai fagy... Bob
- Kiss Csaba: Hazatérés Dániába... Cornélius
- Békés Pál: Pincejáték... Vladimír
- Egressy Zoltán: Portugál... Sátán
- Darvasi László: Bolond Helga - egy város, ahol szeretik a mazsolát... Vein
- Lázár Ervin: A hétfejű tündér... Aromo
- Zalán Tibor: Szása i Szása... Magyar Szása, könyvelő
- Kocsis István: Megszámláltatott fák... Böss őrmester
- Kerényi Imre - Balogh Elemér - Rossa László: Csíksomlyói Passió... Drúmó - Farizeus 2. - Eunuh 2.
- Fésűs Éva: A palacsintás király... Fasírozott
- Lehár Ferenc: A víg özvegy... Raul de St. Brioche
- NNyikolaj Robertovics Erdman: A mandátum... Kintornás
- Michael Gore - Christopher Gore: Fame... szereplő
- Anthony Burgess: Egy tenyér, ha csattan... Howard Shirley
- Irvine Welsh - Harry Gibson: Vonatles (Trainspotting)... A bíró
- Oscar Wilde - Várkonyi Mátyás - Ács János: Dorian Gray... Kritikus úr
- Miguel de Cervantes - Dale Wasserman - Mitch Leigh - Joe Darion: La Mancha lovagja... Herceg/Dr. Carrasco és Tükörlovag
- Charlie Chaplin - Pozsgai Zsolt - Nagy Tibor - Bradányi Iván: A kölyök... McDuft, producer/Ben, a menhely lakója
- Gotthold Ephraim Lessing: Bölcs Náthán... A Barát
- Reginald Rose: Tizenkét dühös ember... 12-es esküdt
- Peter Coke - John Kander - Fred Ebb: Nercbanda... Fiatalember
- Giulio Scarnacci - Renzo Tarabusi: Kaviár és lencse... Velluto, nyugállományú tolvaj
- Alfonso Paso: Mennyből a hulla... Juan
- Pavel Vasicek: Mese a fekete cilinderről és a szivárványszínű labdáról... Misi
- Nigel Williams: Az ötödik KÁ... Dugó
- Beatrice Bleonţ - Aiszkhülosz - Euripidész: Antik tragédia... Telemakhosz
- Joseph Bédier - Illés Endre - Németh Ákos: Trisztán és Izolda... Aguyn báró; Guenelon báró
- Thomas Meehan: Annie... Bert Healy, McCloskey, Carl
- Simonyi Imre - Kanda Pál: Hazafele... szereplő

## Filmek, tv
- Euripidész: Iphigenia Auliszban (színházi előadás tv-felvétele, 1989)
- Mese a Fekete Cilinderről és a szivárványszínű labdáról (színházi előadás tv-felvétele, 1991)
- Éretlenek (sorozat)

- A kölcsön visszajár című rész (1995)
- Glamour (2000) ... Írnok
- Aki önmaga legnagyobb ellenfele volt (2005)... narrátor
- Tasnádi István: Közellenség (színházi előadás tv-felvétele, 2015)
- A tanár (televíziós sorozat, 2020)... vendég
- Magyar Passió (2021) ...Módosék kisebbik fia